# لوي كليمنته
لوي كليمنته (بالإنجليزية: Louie Clemente)‏ هو طبال أمريكي، ولد في 23 يناير 1965 في الولايات المتحدة.

## وصلات خارجية
- لوي كليمنته على موقع ميوزك برينز (الإنجليزية)
- لوي كليمنته على موقع أول ميوزيك (الإنجليزية)
- لوي كليمنته على موقع ديسكوغز (الإنجليزية)